# Golden Baseball League
Die Golden Baseball League war eine unabhängige, professionelle Baseballliga in Nordamerika, mit Sitz in San Ramon, Kalifornien. Geografisch befanden sich die Teams an der Westküste des Kontinents, in Kanada, den USA und Mexiko. Sie bestand zwischen 2004 und 2010 und ging dann in der North American League auf.
Hauptsponsor der Liga war die Firma Safeway Inc., drittgrößter Einzelhändler in den USA. 2010 erhielt die Liga viel Aufmerksamkeit in den Medien, als zum ersten Mal eine Spielerin aus Japan in einer amerikanischen Profimannschaft verpflichtet wurde. Die Chico Outlaws nahmen die Knuckleballerin Eri Yoshida unter Vertrag. Yoshida, die als erste Frau im japanischen Baseball bei einem Entry Draft ausgewählt wurde, versucht sich mit entsprechenden Leistungen für ein Major-League-Team zu empfehlen.

## Letzte Teams
- GBL Saison 2010

| Golden Baseball League | Golden Baseball League | Golden Baseball League | Golden Baseball League     | Golden Baseball League     | Golden Baseball League |
| Division               | Teamname               | Gründungsjahr          | Heimatstadt                | Stadion                    | Kapazität              |
| ---------------------- | ---------------------- | ---------------------- | -------------------------- | -------------------------- | ---------------------- |
| Nord                   | Calgary Vipers         | 2005                   | Calgary, Alberta           | Foothills Stadium          | 06.000                 |
| Nord                   | Chico Outlaws          | 2005                   | Chico, Kalifornien         | Nettleton Stadium          | 04.200                 |
| Nord                   | Edmonton Capitals      | 2005                   | Edmonton, Alberta          | Telus Field                | 10.000                 |
| Nord                   | St. George RoadRunners | 2007                   | St. George, Utah           | Bruce Hurst Field          | 02.500                 |
| Nord                   | Victoria Seals         | 2009                   | Victoria, British Columbia | Royal Athletic Park        | 04.247                 |
| Division               | Teamname               | Gründungsjahr          | Heimatstadt                | Stadion                    | Kapazität              |
| Süd                    | Na Koa Ikaika Maui     | 2009                   | Kahului, Hawaii            | Maehara Stadium            | 04.100                 |
| Süd                    | Orange County Flyers   | 2005                   | Fullerton, Kalifornien     | Goodwin Field              | 03.500                 |
| Süd                    | Tijuana Cimarrones     | 2009                   | Tijuana, Baja California   | Estadio de Beisbol Calimax | 18.500                 |
| Süd                    | Tucson Toros           | 2009                   | Tucson, Arizona            | Hi Corbett Field           | 09.500                 |
| Süd                    | Yuma Scorpions         | 2005                   | Yuma, Arizona              | Desert Sun Stadium         | 10.500                 |